# Speocera phangngaensis
Speocera phangngaensis là một loài nhện trong họ Ochyroceratidae. Loài này phân bố ở Thailand.